# Pseudolimnophila bisatrata
Pseudolimnophila bisatrata är en tvåvingeart som beskrevs av Alexander 1950. Pseudolimnophila bisatrata ingår i släktet Pseudolimnophila och familjen småharkrankar.
Artens utbredningsområde är Sudan. Inga underarter finns listade i Catalogue of Life.